# إبراهيم درويش باشا
إبراهيم درويش باشا (بالألمانية: Ibrahim Derwisch Pascha) (و. 1817 – 1896 م) هو كيميائي، وفيزيائي، وسياسي ولد في إسطنبول.
توفي في إسطنبول، عن عمر يناهز 79 عاماً.